# Gomorron Bill!
Gomorron Bill! är en svensk komedifilm från 1945 i regi av Peter Winner.

## Handling
Bill är en godsägare som under en ridtur rider ikapp med en kvinnlig ryttare som han fattat tycke för vid första ögonkastet. Men det hela slutar i att Bill faller ner i leran. När han sedan återvänder till hotellet har hans före detta fästmö Lillan dykt upp och bekantat sig med Bills vän Julle.

## Om filmen
Filmen hade Sverigepremiär i Stockholm november 1945. Den byggde på den brittiska teaterpjäsen Good Morning Bill av P.G. Wodehouse.

## Rollista i urval
- Lauritz Falk - Bill Bärnfelt
- Gaby Stenberg - Birgit Andersson
- Stig Järrel - Julius "Julle" Spant
- Doris Söderström - "Lillan" Bergström
- Olof Winnerstrand - professor Widman, morbror till Bill
- Hilda Borgström - hushållerskan Augusta
- Marianne Löfgren - Isabella
- Harry Ahlin - badmästaren
- Börje Mellvig - portiern
- Douglas Håge - godsägaren på auktionen
- Arne Borg - som sig själv, kommentator vid simtävling

## DVD
Filmen gavs ut på DVD 2004 tillsammans med komedin Som du vill ha mig.